# Apogon septemstriatus
Apogon septemstriatus är en fiskart som beskrevs av Günther, 1880. Apogon septemstriatus ingår i släktet Apogon och familjen Apogonidae. Inga underarter finns listade i Catalogue of Life.